# Крестоносный веслоног
Крестоносный веслоног, или крестоносная лягушка (лат. Polypedates cruciger) — вид бесхвостых земноводных семейства Веслоногие лягушки (Rhacophoridae), который является эндемиком острова Шри-Ланка.
Его естественные места обитания — субтропические и тропические сухие леса, субтропические и тропические влажные леса, пресноводные болота, прерывистые марши пресной воды, пастбища, плантации, сады в сельских и городских районах и пруды.